# Bassholmen
Bassholmen är en ö i Uddevalla kommun i mellersta Bohuslän. Den är belägen i Nordströmmarna mellan Bokenäset, Flatön och Skaftölandet. Ön saknar numera fast befolkning. 
På Bassholmen finns ett vandrarhem och Båtsamlingarna på Bassholmen, ett museum för traditionella båtar. Ön är naturreservat och har bebyggelse från sekelskiftet 1900, bland annat lokaler för tillverkning av fiskmjöl och fiskolja. Den kan inte nås med bil, men sommartid går vissa båtturer hit från Uddevalla.
På Bassholmen betar kor sommartid.
Sedan 1975 är ön ett kommunalt naturreservat på 86 hektar. Det är beläget i Dragsmarks socken och gränsar till Gullmarns naturreservat.